# Otroci propasti
Otroci propasti (v originále Slaves of the Abbys) je gamebook pro jednoho hráče z edice Fighting Fantasy, který napsali Paul Mason a Steve Williams. Knihu ilustroval Bob Harvey a obálku navrhl Terry Oakes. Poprvé vyšla v angličtině v nakladatelství Puffin Books v roce 1988, česky v nakladatelství Perseus v roce 2000. V edici Fighting Fantasy jde o 32. knihu v pořadí.

## Příběh
| „ | Město Kallamehr je bezbranné. Armáda je pryč, čelí invazi ze severu, ale teď se blíží další hrozba – další protivník z východu! Lady Carolina z Kallamehru povolává na pomoc Tebe, slavného dobrodruha. Dokážeš však pomoci? Dokážeš uchránit tuto pevnost Dobra proti vpádu nepřátelských hord? Nebo tento úkol přesahuje dokonce i tvé schopnosti? Budeš potřebovat svůj důvtip i meč z fangthanské oceli, abys zabránil písčinám času pohltit město… | “ |

Děj se odehrává na planetě Titan na kontinentu Allansia v okolí městského státu Kallamehr, závěrečná třetina pak v dimenzích nereálného podzemního světa. Kallamehr vedl válku se sousedským nepřátelským městským státem Alkemisem, ale byl nucen převelet své síly na sever, aby čelil invazi armády dalšího souseda, Bei-Hanu. V tu chvíli přichází zpráva z východu, kde bylo několik vesnic vypáleno barbarskými nájezdníky z ostrova Kulak. Polovina armády se vrátí zpět, ale do té doby musí hráč spolu s dalšími deseti dobrodruhy ochránit město a zastavit postup barbarů.

## Systém
Základní systém soubojů je stejný jako v jiných knihách Fighting Fantasy. Speciální schopností je "okamžitá smrt protivníka", kde nastane ve chvíli, kdy hráč hodí na kostkách 2 šestky. Také se lze naučit schopnost házení mečem (žihadlo). Kromě toho v této knize hraje velkou roli čas: nad Kallamehrem visí hrozba a hráč je nucen jednat rychle a vynalézavě. Po určité době si hráč odškrtne jedno časové políčko a jestliže spotřebuje všech 20, hra končí neúspěchem. Tento prvek ovšem při správném procházení knihou nehraje podstatnou roli.

## Předměty a schopnosti
Hráč začíná s touto výbavou:
- meč z fangthanské oceli
- obnošená kožená zbroj
- 5 zlatých
- pevná torna
- 5 jídel (jedno obnoví 4 body STAMINY)

Během dobrodružství může hráč najít další předměty nebo lektvary.